# Interlands Italiaans voetbalelftal 2010-2019
Deze pagina toont een gedetailleerd overzicht van de interlands die het Italiaans voetbalelftal heeft gespeeld in de periode 2010 – 2019.

## Interlands

### 2010
|                                                              |          |       |        |                                                                                |
| 3 maart Vriendschappelijk № 700 «onderlinge duels» 20:45 uur | Kameroen | 0 – 0 | Italië | Stade Louis II, Monaco Toeschouwers: 10.752 Scheidsrechter: Said Ennjimi (FRA) |
| 3 maart Vriendschappelijk № 700 «onderlinge duels» 20:45 uur |          |       |        | Stade Louis II, Monaco Toeschouwers: 10.752 Scheidsrechter: Said Ennjimi (FRA) |

|                                                             |                      |       |                                    |                                                                                           |
| 3 juni Vriendschappelijk № 701 «onderlinge duels» 19:15 uur | Italië               | 1 – 2 | Mexico                             | Koning Boudewijnstadion, Brussel Toeschouwers: 30.000 Scheidsrechter: Johan Verbist (BEL) |
| 3 juni Vriendschappelijk № 701 «onderlinge duels» 19:15 uur | Leonardo Bonucci 89' |       | 17' Carlos Vela 84' Alberto Medina | Koning Boudewijnstadion, Brussel Toeschouwers: 30.000 Scheidsrechter: Johan Verbist (BEL) |

|                                                             |                  |       |                        |                                                                                     |
| 5 juni Vriendschappelijk № 702 «onderlinge duels» 20:45 uur | Zwitserland      | 1 – 1 | Italië                 | Stade de Genève, Genève Toeschouwers: 30.000 Scheidsrechter: Hervé Piccirillo (FRA) |
| 5 juni Vriendschappelijk № 702 «onderlinge duels» 20:45 uur | Gökhan Inler 10' |       | 14' Fabio Quagliarella | Stade de Genève, Genève Toeschouwers: 30.000 Scheidsrechter: Hervé Piccirillo (FRA) |

| WK voetbal 2010 |
| --------------- |

|                                                                 |                     |                  |                      |                                                                                        |
| 14 juni WK-eindronde Groep F № 703 «onderlinge duels» 20:30 uur | Paraguay            | 1 – 1            | Italië               | Groenpuntstadion, Kaapstad Toeschouwers: 62.869 Scheidsrechter: Benito Archundia (MEX) |
| 14 juni WK-eindronde Groep F № 703 «onderlinge duels» 20:30 uur | Antolín Alcaraz 39' | Wedstrijdverslag | 63' Daniele De Rossi | Groenpuntstadion, Kaapstad Toeschouwers: 62.869 Scheidsrechter: Benito Archundia (MEX) |

|                                                                 |                 |                  |                              |                                                                                     |
| 20 juni WK-eindronde Groep F № 704 «onderlinge duels» 16:00 uur | Nieuw-Zeeland   | 1 – 1            | Italië                       | Mbombelastadion, Nelspruit Toeschouwers: 38.229 Scheidsrechter: Carlos Batres (GUA) |
| 20 juni WK-eindronde Groep F № 704 «onderlinge duels» 16:00 uur | Shane Smeltz 7' | Wedstrijdverslag | 29' (pen.) Vincenzo Iaquinta | Mbombelastadion, Nelspruit Toeschouwers: 38.229 Scheidsrechter: Carlos Batres (GUA) |

|                                                                 |                                                       |       |                                                |                                                                                |
| 24 juni WK-eindronde Groep F № 705 «onderlinge duels» 16:00 uur | Slowakije                                             | 3 – 2 | Italië                                         | Ellispark, Johannesburg Toeschouwers: 53.412 Scheidsrechter: Howard Webb (ENG) |
| 24 juni WK-eindronde Groep F № 705 «onderlinge duels» 16:00 uur | Róbert Vittek 25' Róbert Vittek 73' Kamil Kopúnek 89' |       | 81' Antonio Di Natale 90+2' Fabio Quagliarella | Ellispark, Johannesburg Toeschouwers: 53.412 Scheidsrechter: Howard Webb (ENG) |

|  |  |  |  |  |  |  |  |  |

|                                                                  |                |       |        |                                                                                  |
| 10 augustus Vriendschappelijk № 706 «onderlinge duels» 20:45 uur | Ivoorkust      | 1 – 0 | Italië | Boleyn Ground, Londen Toeschouwers: 11.177 Scheidsrechter: Martin Atkinson (ENG) |
| 10 augustus Vriendschappelijk № 706 «onderlinge duels» 20:45 uur | Kolo Touré 55' |       |        | Boleyn Ground, Londen Toeschouwers: 11.177 Scheidsrechter: Martin Atkinson (ENG) |

|                                                                        |                   |       |                                          |                                                                                   |
| 3 september EK-kwalificatie Groep C № 707 «onderlinge duels» 19:30 uur | Estland           | 1 – 2 | Italië                                   | A. Le Coq Arena, Tallinn Toeschouwers: 9.000 Scheidsrechter: Carlos Velasco (ESP) |
| 3 september EK-kwalificatie Groep C № 707 «onderlinge duels» 19:30 uur | Sergei Zenjov 31' |       | 60' Antonio Cassano 63' Leonardo Bonucci | A. Le Coq Arena, Tallinn Toeschouwers: 9.000 Scheidsrechter: Carlos Velasco (ESP) |

|                                                                        | |       |         |                                                                                               |
| 7 september EK-kwalificatie Groep C № 708 «onderlinge duels» 20:50 uur | Italië                                                                                                 | 5 – 0 | Faeröer | Stadio Artemio Franchi, Florence Toeschouwers: 19.266 Scheidsrechter: Aleksej Koelbakov (BLR) |
| 7 september EK-kwalificatie Groep C № 708 «onderlinge duels» 20:50 uur | Alberto Gilardino 12' Daniele De Rossi 22' Antonio Cassano 27' Fabio Quagliarella 81' Andrea Pirlo 90' |       |         | Stadio Artemio Franchi, Florence Toeschouwers: 19.266 Scheidsrechter: Aleksej Koelbakov (BLR) |

|                                                                      |               |       |        |                                                                               |
| 8 oktober EK-kwalificatie Groep C № 709 «onderlinge duels» 20:45 uur | Noord-Ierland | 0 – 0 | Italië | Windsor Park, Belfast Toeschouwers: 14.000 Scheidsrechter: Tony Chapron (FRA) |
| 8 oktober EK-kwalificatie Groep C № 709 «onderlinge duels» 20:45 uur |               |       |        | Windsor Park, Belfast Toeschouwers: 14.000 Scheidsrechter: Tony Chapron (FRA) |

|                                                                       |        |       |        |                                                                                       |
| 12 oktober EK-kwalificatie Groep C № 710 «onderlinge duels» 20:00 uur | Italië | 3 – 0 | Servië | Stadio Luigi Ferraris, Genua Toeschouwers: 30.000 Scheidsrechter: Craig Thomson (SCO) |
| 12 oktober EK-kwalificatie Groep C № 710 «onderlinge duels» 20:00 uur |        |       |        | Stadio Luigi Ferraris, Genua Toeschouwers: 30.000 Scheidsrechter: Craig Thomson (SCO) |

|                                                                  |                           |       |                    |                                                                                            |
| 17 november Vriendschappelijk № 711 «onderlinge duels» 20:30 uur | Italië                    | 1 – 1 | Roemenië           | Wörthersee Stadion, Klagenfurt Toeschouwers: 14.000 Scheidsrechter: Thomas Einwaller (AUT) |
| 17 november Vriendschappelijk № 711 «onderlinge duels» 20:30 uur | Ciprian Marica 82' (e.d.) |       | 34' Ciprian Marica | Wörthersee Stadion, Klagenfurt Toeschouwers: 14.000 Scheidsrechter: Thomas Einwaller (AUT) |

### 2011
|                                                                 |                    |       |                    |                                                                                       |
| 9 februari Vriendschappelijk № 712 «onderlinge duels» 20:45 uur | Duitsland          | 1 – 1 | Italië             | Signal Iduna Park, Dortmund Toeschouwers: 60.196 Scheidsrechter: Eric Braamhaar (NED) |
| 9 februari Vriendschappelijk № 712 «onderlinge duels» 20:45 uur | Miroslav Klose 16' |       | 81' Giuseppe Rossi | Signal Iduna Park, Dortmund Toeschouwers: 60.196 Scheidsrechter: Eric Braamhaar (NED) |

|                                                                     |          |                  |        |                                                                                  |
| 25 maart EK-kwalificatie Groep C № 713 «onderlinge duels» 19:45 uur | Slovenië | 0 – 1            | Italië | Stožicestadion, Ljubljana Toeschouwers: 16.000 Scheidsrechter: Felix Brych (GER) |
| 25 maart EK-kwalificatie Groep C № 713 «onderlinge duels» 19:45 uur |          | 73' Thiago Motta |        | Stožicestadion, Ljubljana Toeschouwers: 16.000 Scheidsrechter: Felix Brych (GER) |

|                                                               |          |                                         |        |                                                                                             |
| 29 maart Vriendschappelijk № 714 «onderlinge duels» 20:45 uur | Oekraïne | 0 – 2                                   | Italië | Valeri Lobanovskystadion, Kiev Toeschouwers: 18.000 Scheidsrechter: Aleksej Nikolajev (RUS) |
| 29 maart Vriendschappelijk № 714 «onderlinge duels» 20:45 uur |          | 27' Giuseppe Rossi 81' Alessandro Matri |        | Valeri Lobanovskystadion, Kiev Toeschouwers: 18.000 Scheidsrechter: Aleksej Nikolajev (RUS) |

|                                                                   |                                                              |       |         |                                                                                           |
| 3 juni EK-kwalificatie Groep C № 715 «onderlinge duels» 19:45 uur | Italië                                                       | 3 – 0 | Estland | Stadio Alberto Braglia, Modena Toeschouwers: 21.151 Scheidsrechter: Alexandru Tudor (ROM) |
| 3 juni EK-kwalificatie Groep C № 715 «onderlinge duels» 19:45 uur | Giuseppe Rossi 21' Antonio Cassano 39' Giampaolo Pazzini 68' |       |         | Stadio Alberto Braglia, Modena Toeschouwers: 21.151 Scheidsrechter: Alexandru Tudor (ROM) |

|                                                             |        |                                 |         |                                                                                        |
| 7 juni Vriendschappelijk № 716 «onderlinge duels» 19:45 uur | Italië | 0 – 2                           | Ierland | Stade Maurice Dufrasne, Luik Toeschouwers: 20.000 Scheidsrechter: Serge Gumienny (BEL) |
| 7 juni Vriendschappelijk № 716 «onderlinge duels» 19:45 uur |        | 36' Keith Andrews 89' Simon Cox |         | Stade Maurice Dufrasne, Luik Toeschouwers: 20.000 Scheidsrechter: Serge Gumienny (BEL) |

|                                                                  |                                             |       |                        |                                                                                |
| 10 augustus Vriendschappelijk № 717 «onderlinge duels» 20:45 uur | Italië                                      | 2 – 1 | Spanje                 | Stadio San Nicola, Bari Toeschouwers: 50.000 Scheidsrechter: Felix Brych (GER) |
| 10 augustus Vriendschappelijk № 717 «onderlinge duels» 20:45 uur | Riccardo Montolivo 11' Alberto Aquilani 83' |       | 37' (pen.) Xabi Alonso | Stadio San Nicola, Bari Toeschouwers: 50.000 Scheidsrechter: Felix Brych (GER) |

|                                                                        |         |                     |        |                                                                             |
| 2 september EK-kwalificatie Groep C № 718 «onderlinge duels» 19:45 uur | Faeröer | 0 – 1               | Italië | Tórsvøllur, Tórshavn Toeschouwers: 5.654 Scheidsrechter: Tamás Bognár (HUN) |
| 2 september EK-kwalificatie Groep C № 718 «onderlinge duels» 19:45 uur |         | 11' Antonio Cassano |        | Tórsvøllur, Tórshavn Toeschouwers: 5.654 Scheidsrechter: Tamás Bognár (HUN) |

|                                                                        |                       |       |          |                                                                                       |
| 6 september EK-kwalificatie Groep C № 719 «onderlinge duels» 19:45 uur | Italië                | 1 – 0 | Slovenië | Stadio Artemio Franchi, Florence Toeschouwers: 8.000 Scheidsrechter: Svein Moen (NOR) |
| 6 september EK-kwalificatie Groep C № 719 «onderlinge duels» 19:45 uur | Giampaolo Pazzini 85' |       |          | Stadio Artemio Franchi, Florence Toeschouwers: 8.000 Scheidsrechter: Svein Moen (NOR) |

|                                                                      |                        |       |                      |                                                                                       |
| 7 oktober EK-kwalificatie Groep C № 720 «onderlinge duels» 20:45 uur | Servië                 | 1 – 1 | Italië               | Rode Sterstadion, Belgrado Toeschouwers: – 30.000 Scheidsrechter: Pedro Proença (POR) |
| 7 oktober EK-kwalificatie Groep C № 720 «onderlinge duels» 20:45 uur | Branislav Ivanović 26' |       | 2' Claudio Marchisio | Rode Sterstadion, Belgrado Toeschouwers: – 30.000 Scheidsrechter: Pedro Proença (POR) |

|                                                                       |                                                                   |       |               |                                                                                    |
| 11 oktober EK-kwalificatie Groep C № 721 «onderlinge duels» 19:45 uur | Italië                                                            | 3 – 0 | Noord-Ierland | Stadio Adriatico, Pescara Toeschouwers: 19.480 Scheidsrechter: Antonio Mateu (ESP) |
| 11 oktober EK-kwalificatie Groep C № 721 «onderlinge duels» 19:45 uur | Antonio Cassano 21' Antonio Cassano 53' Gareth McAuley 74' (e.d.) |       |               | Stadio Adriatico, Pescara Toeschouwers: 19.480 Scheidsrechter: Antonio Mateu (ESP) |

|                                                                  |       |                                           |        |                                                                                     |
| 11 november Vriendschappelijk № 722 «onderlinge duels» 19:45 uur | Polen | 0 – 2                                     | Italië | Stadion Miejski, Wrocław Toeschouwers: 42.771 Scheidsrechter: Laurent Duhamel (FRA) |
| 11 november Vriendschappelijk № 722 «onderlinge duels» 19:45 uur |       | 30' Mario Balotelli 60' Giampaolo Pazzini |        | Stadion Miejski, Wrocław Toeschouwers: 42.771 Scheidsrechter: Laurent Duhamel (FRA) |

|                                                                  |        |                        |         |                                                                                 |
| 15 november Vriendschappelijk № 723 «onderlinge duels» 19:45 uur | Italië | 0 – 1                  | Uruguay | Olympisch Stadion, Rome Toeschouwers: 33.000 Scheidsrechter: Duarte Gomes (POR) |
| 15 november Vriendschappelijk № 723 «onderlinge duels» 19:45 uur |        | 3' Sebastián Fernández |         | Olympisch Stadion, Rome Toeschouwers: 33.000 Scheidsrechter: Duarte Gomes (POR) |

### 2012
|                                                                  |        |                   |                  |                                                                                       |
| 29 februari Vriendschappelijk № 724 «onderlinge duels» 20:45 uur | Italië | 0 – 1             | Verenigde Staten | Stadio Luigi Ferraris, Genua Toeschouwers: 15.000 Scheidsrechter: Fırat Aydınus (TUR) |
| 29 februari Vriendschappelijk № 724 «onderlinge duels» 20:45 uur |        | 55' Clint Dempsey |                  | Stadio Luigi Ferraris, Genua Toeschouwers: 15.000 Scheidsrechter: Fırat Aydınus (TUR) |

|                                                             |        |                                                               |         |                                                                             |
| 1 juni Vriendschappelijk № 725 «onderlinge duels» 20:45 uur | Italië | 0 – 3                                                         | Rusland | Letzigrund, Zürich Toeschouwers: 20.000 Scheidsrechter: Nikolaj Hänni (SUI) |
| 1 juni Vriendschappelijk № 725 «onderlinge duels» 20:45 uur |        | 60' Aleksandr Kerzjakov 75' Roman Sjirokov 89' Roman Sjirokov |         | Letzigrund, Zürich Toeschouwers: 20.000 Scheidsrechter: Nikolaj Hänni (SUI) |

| EK voetbal 2012 |
| --------------- |

|                                                                 |                   |       |                       |                                                                            |
| 14 juni EK-eindronde Groep C № 726 «onderlinge duels» 18:00 uur | Spanje            | 1 – 1 | Italië                | PGE Arena, Gdańsk Toeschouwers: 38.869 Scheidsrechter: Viktor Kassai (HUN) |
| 14 juni EK-eindronde Groep C № 726 «onderlinge duels» 18:00 uur | Cesc Fàbregas 64' |       | 60' Antonio Di Natale | PGE Arena, Gdańsk Toeschouwers: 38.869 Scheidsrechter: Viktor Kassai (HUN) |

|                                                                 |                     |       |                  |                                                                                |
| 14 juni EK-eindronde Groep C № 727 «onderlinge duels» 18:00 uur | Kroatië             | 1 – 1 | Italië           | Stadion Miejski, Poznań Toeschouwers: 37.096 Scheidsrechter: Howard Webb (ENG) |
| 14 juni EK-eindronde Groep C № 727 «onderlinge duels» 18:00 uur | Mario Mandžukić 72' |       | 39' Andrea Pirlo | Stadion Miejski, Poznań Toeschouwers: 37.096 Scheidsrechter: Howard Webb (ENG) |

|                                                                 |                                         |       |         |                                                                                 |
| 18 juni EK-eindronde Groep C № 728 «onderlinge duels» 20:45 uur | Italië                                  | 2 – 0 | Ierland | Stadion Miejski, Poznań Toeschouwers: 38.794 Scheidsrechter: Cüneyt Çakır (TUR) |
| 18 juni EK-eindronde Groep C № 728 «onderlinge duels» 20:45 uur | Antonio Cassano 35' Mario Balotelli 90' |       |         | Stadion Miejski, Poznań Toeschouwers: 38.794 Scheidsrechter: Cüneyt Çakır (TUR) |

|                                                                     |                                                      |       |                                                                                      |                                                                                |
| 24 juni EK-eindronde Kwartfinale № 729 «onderlinge duels» 21:45 uur | Engeland                                             | 0 – 0 | Italië                                                                               | NSK Olimpiejsky, Kiev Toeschouwers: 64.340 Scheidsrechter: Pedro Proença (POR) |
| 24 juni EK-eindronde Kwartfinale № 729 «onderlinge duels» 21:45 uur |                                                      |       |                                                                                      | NSK Olimpiejsky, Kiev Toeschouwers: 64.340 Scheidsrechter: Pedro Proença (POR) |
| 24 juni EK-eindronde Kwartfinale № 729 «onderlinge duels» 21:45 uur | Strafschoppen                                        |       |                                                                                      | NSK Olimpiejsky, Kiev Toeschouwers: 64.340 Scheidsrechter: Pedro Proença (POR) |
| 24 juni EK-eindronde Kwartfinale № 729 «onderlinge duels» 21:45 uur | Steven Gerrard Wayne Rooney Ashley Young Ashley Cole | 2 – 4 | Mario Balotelli Riccardo Montolivo Andrea Pirlo Antonio Nocerino Alessandro Diamanti | NSK Olimpiejsky, Kiev Toeschouwers: 64.340 Scheidsrechter: Pedro Proença (POR) |

|                                                                      |                         |       |                                         |                                                                                       |
| 28 juni EK-eindronde Halve finale № 730 «onderlinge duels» 20:45 uur | Duitsland               | 1 – 2 | Italië                                  | Stadion Narodowy, Warschau Toeschouwers: 38.794 Scheidsrechter: Stéphane Lannoy (FRA) |
| 28 juni EK-eindronde Halve finale № 730 «onderlinge duels» 20:45 uur | Mesut Özil 90+2' (pen.) |       | 20' Mario Balotelli 36' Mario Balotelli | Stadion Narodowy, Warschau Toeschouwers: 38.794 Scheidsrechter: Stéphane Lannoy (FRA) |

|                                                               |        |                                                                  |        |                                                                                |
| 1 juli EK-eindronde Finale № 731 «onderlinge duels» 20:45 uur | Italië | 0 – 4                                                            | Spanje | NSK Olimpiejsky, Kiev Toeschouwers: 63.170 Scheidsrechter: Pedro Proença (POR) |
| 1 juli EK-eindronde Finale № 731 «onderlinge duels» 20:45 uur |        | 14' David Silva 41' Jordi Alba 84' Fernando Torres 88' Juan Mata |        | NSK Olimpiejsky, Kiev Toeschouwers: 63.170 Scheidsrechter: Pedro Proença (POR) |

|  |  |  |  |  |  |  |  |  |

|                                                                  |                                     |       |                      |                                                                               |
| 15 augustus Vriendschappelijk № 732 «onderlinge duels» 20:00 uur | Engeland                            | 2 – 1 | Italië               | Stade de Suisse, Bern Toeschouwers: 15.000 Scheidsrechter: Sascha Kever (SUI) |
| 15 augustus Vriendschappelijk № 732 «onderlinge duels» 20:00 uur | Phil Jagielka 27' Jermain Defoe 80' |       | 15' Daniele De Rossi | Stade de Suisse, Bern Toeschouwers: 15.000 Scheidsrechter: Sascha Kever (SUI) |

|                                                                        |                                          |       |                                     |                                                                                                  |
| 7 september WK-kwalificatie Groep B № 733 «onderlinge duels» 20:45 uur | Bulgarije                                | 2 – 2 | Italië                              | Vasil Levski Nationaal Stadion, Sofia Toeschouwers: 12.993 Scheidsrechter: Martin Atkinson (ENG) |
| 7 september WK-kwalificatie Groep B № 733 «onderlinge duels» 20:45 uur | Stanislav Manolev 30' Georgi Milanov 66' |       | 36' Pablo Osvaldo 40' Pablo Osvaldo | Vasil Levski Nationaal Stadion, Sofia Toeschouwers: 12.993 Scheidsrechter: Martin Atkinson (ENG) |

|                                                                         |                                        |       |       |                                                                                          |
| 11 september WK-kwalificatie Groep B № 734 «onderlinge duels» 20:45 uur | Italië                                 | 2 – 0 | Malta | Stadio Alberto Braglia, Modena Toeschouwers: 18.0000 Scheidsrechter: Antti Munukka (FIN) |
| 11 september WK-kwalificatie Groep B № 734 «onderlinge duels» 20:45 uur | Mattia Destro 5' Federico Peluso 90+2' |       |       | Stadio Alberto Braglia, Modena Toeschouwers: 18.0000 Scheidsrechter: Antti Munukka (FIN) |

|                                                                       |                        |       |                                                                |                                                                              |
| 12 oktober WK-kwalificatie Groep B № 735 «onderlinge duels» 20:00 uur | Armenië                | 1 – 3 | Italië                                                         | Hrazdan, Jerevan Toeschouwers: 32.000 Scheidsrechter: Marijo Strahonja (CRO) |
| 12 oktober WK-kwalificatie Groep B № 735 «onderlinge duels» 20:00 uur | Henrich Mchitarjan 27' |       | 11' (pen.) Andrea Pirlo 64' Daniele De Rossi 81' Pablo Osvaldo | Hrazdan, Jerevan Toeschouwers: 32.000 Scheidsrechter: Marijo Strahonja (CRO) |

|                                                                       |                                                                 |       |                     |                                                                                         |
| 16 oktober WK-kwalificatie Groep B № 736 «onderlinge duels» 20:30 uur | Italië                                                          | 3 – 1 | Denemarken          | Stadio Giuseppe Meazza, Milaan Toeschouwers: 37.000 Scheidsrechter: Damir Skomina (SLO) |
| 16 oktober WK-kwalificatie Groep B № 736 «onderlinge duels» 20:30 uur | Riccardo Montolivo 33' Daniele De Rossi 37' Mario Balotelli 54' |       | 45+1' William Kvist | Stadio Giuseppe Meazza, Milaan Toeschouwers: 37.000 Scheidsrechter: Damir Skomina (SLO) |

|                                                        |                         |       |                                          |                                                                                        |
| 14 november Vriendschappelijk № 737 «onderlinge duels» | Italië                  | 1 – 2 | Frankrijk                                | Stadio Ennio Tardini, Parma Toeschouwers: 19.665 Scheidsrechter: Alberto Undiano (ESP) |
| 14 november Vriendschappelijk № 737 «onderlinge duels» | Stephan El Shaarawy 35' |       | 37' Mathieu Valbuena 67' Bafétimbi Gomis | Stadio Ennio Tardini, Parma Toeschouwers: 19.665 Scheidsrechter: Alberto Undiano (ESP) |

### 2013
|                                                                 |                   |       |                      |                                                                                    |
| 6 februari Vriendschappelijk № 738 «onderlinge duels» 20:30 uur | Nederland         | 1 – 1 | Italië               | Amsterdam ArenA, Amsterdam Toeschouwers: 45.000 Scheidsrechter: Cüneyt Çakır (TUR) |
| 6 februari Vriendschappelijk № 738 «onderlinge duels» 20:30 uur | Jeremain Lens 33' |       | 90+1' Marco Verratti | Amsterdam ArenA, Amsterdam Toeschouwers: 45.000 Scheidsrechter: Cüneyt Çakır (TUR) |

|                                                               |                    |       |                                          |                                                                                  |
| 21 maart Vriendschappelijk № 739 «onderlinge duels» 20:30 uur | Brazilië           | 2 – 2 | Italië                                   | Stade de Genève, Lancy Toeschouwers: 29.700 Scheidsrechter: Stéphan Studer (SUI) |
| 21 maart Vriendschappelijk № 739 «onderlinge duels» 20:30 uur | Fred 33' Oscar 41' |       | 54' Daniele De Rossi 57' Mario Balotelli | Stade de Genève, Lancy Toeschouwers: 29.700 Scheidsrechter: Stéphan Studer (SUI) |

|                                                                     |       |                                        |        |                                                                                       |
| 26 maart WK-kwalificatie Groep B № 740 «onderlinge duels» 20:00 uur | Malta | 0 – 2                                  | Italië | Ta' Qalistadion, Ta' Qali Toeschouwers: 18.000 Scheidsrechter: Serdar Gözübüyük (NED) |
| 26 maart WK-kwalificatie Groep B № 740 «onderlinge duels» 20:00 uur |       | 8' Mario Balotelli 45' Mario Balotelli |        | Ta' Qalistadion, Ta' Qali Toeschouwers: 18.000 Scheidsrechter: Serdar Gözübüyük (NED) |

|                                                             |                                                                             |       |            |                                                                                       |
| 31 mei Vriendschappelijk № 741 «onderlinge duels» 20:45 uur | Italië                                                                      | 4 – 0 | San Marino | Stadio Renato Dall'Ara, Bologna Toeschouwers: 20.000 Scheidsrechter: Marco Borg (MLT) |
| 31 mei Vriendschappelijk № 741 «onderlinge duels» 20:45 uur | Andrea Poli 28' Alberto Gilardino 34' Andrea Pirlo 51' Alberto Aquilani 80' |       |            | Stadio Renato Dall'Ara, Bologna Toeschouwers: 20.000 Scheidsrechter: Marco Borg (MLT) |

|                                                                   |          |       |        |                                                                                    |
| 7 juni WK-kwalificatie Groep B № 742 «onderlinge duels» 20:45 uur | Tsjechië | 0 – 0 | Italië | Generali Arena, Praag Toeschouwers: 18.235 Scheidsrechter: Svein Oddvar Moen (NOR) |
| 7 juni WK-kwalificatie Groep B № 742 «onderlinge duels» 20:45 uur |          |       |        | Generali Arena, Praag Toeschouwers: 18.235 Scheidsrechter: Svein Oddvar Moen (NOR) |

|                                                              |                                                    |       |                                               |                                                                                                |
| 11 juni Vriendschappelijk № 743 «onderlinge duels» 20:45 uur | Haïti                                              | 2 – 2 | Italië                                        | Estádio do Maracanã, Rio de Janeiro Toeschouwers: 45.000 Scheidsrechter: Marcelo de Lima (BRA) |
| 11 juni Vriendschappelijk № 743 «onderlinge duels» 20:45 uur | Olrish Saurel 85' (pen.) Jean-Philippe Peguero 90' |       | 1' Emanuele Giaccherini 72' Claudio Marchisio | Estádio do Maracanã, Rio de Janeiro Toeschouwers: 45.000 Scheidsrechter: Marcelo de Lima (BRA) |

| FIFA Confederations Cup |
| ----------------------- |

|                                                                            |                             |       |                                      |                                                                                              |
| 16 juni FIFA Confederations Cup Groep A № 744 «onderlinge duels» 16:00 uur | Mexico                      | 1 – 2 | Italië                               | Estádio do Maracanã, Rio de Janeiro Toeschouwers: 73.123 Scheidsrechter: Enrique Osses (CHI) |
| 16 juni FIFA Confederations Cup Groep A № 744 «onderlinge duels» 16:00 uur | Javier Hernández 34' (pen.) |       | 27' Andrea Pirlo 78' Mario Balotelli | Estádio do Maracanã, Rio de Janeiro Toeschouwers: 73.123 Scheidsrechter: Enrique Osses (CHI) |

|                                                                            |                                                               |       |                                                                                                 |                                                                                         |
| 19 juni FIFA Confederations Cup Groep A № 745 «onderlinge duels» 16:00 uur | Japan                                                         | 3 – 4 | Italië                                                                                          | Itaipava Arena Pernambuco, Recife Toeschouwers: 40.489 Scheidsrechter: Diego Abal (ARG) |
| 19 juni FIFA Confederations Cup Groep A № 745 «onderlinge duels» 16:00 uur | Keisuke Honda 21' (pen.) Shinji Kagawa 33' Shinji Okazaki 69' |       | 41' Daniele De Rossi 50' (e.d.) Atsuto Uchida 53' (pen.) Mario Balotelli 86' Sebastian Giovinco | Itaipava Arena Pernambuco, Recife Toeschouwers: 40.489 Scheidsrechter: Diego Abal (ARG) |

|                                                                            |                                        |       |                                                |                                                                                       |
| 22 juni FIFA Confederations Cup Groep A № 746 «onderlinge duels» 20:30 uur | Brazilië                               | 4 – 2 | Italië                                         | Arena Fonte Nova, Salvador Toeschouwers: 48.874 Scheidsrechter: Ravshan Irmatov (UZB) |
| 22 juni FIFA Confederations Cup Groep A № 746 «onderlinge duels» 20:30 uur | Dante 45' Neymar 55' Fred 66' Fred 89' |       | 51' Emanuele Giaccherini 71' Giorgio Chiellini | Arena Fonte Nova, Salvador Toeschouwers: 48.874 Scheidsrechter: Ravshan Irmatov (UZB) |

|                                                                                 | |       |                                                                                     |                                                                            |
| 27 juni FIFA Confederations Cup Halve finale № 747 «onderlinge duels» 20:00 uur | Italië | 0 – 0 | Spanje                                                                              | Castelão, Fortaleza Toeschouwers: 56.083 Scheidsrechter: Howard Webb (ENG) |
| 27 juni FIFA Confederations Cup Halve finale № 747 «onderlinge duels» 20:00 uur | |       |                                                                                     | Castelão, Fortaleza Toeschouwers: 56.083 Scheidsrechter: Howard Webb (ENG) |
| 27 juni FIFA Confederations Cup Halve finale № 747 «onderlinge duels» 20:00 uur | Strafschoppen |       |                                                                                     | Castelão, Fortaleza Toeschouwers: 56.083 Scheidsrechter: Howard Webb (ENG) |
| 27 juni FIFA Confederations Cup Halve finale № 747 «onderlinge duels» 20:00 uur | Antonio Candreva Alberto Aquilani Daniele De Rossi Sebastian Giovinco Andrea Pirlo Riccardo Montolivo Leonardo Bonucci | 6 – 7 | Xavi Andrés Iniesta Gerard Piqué Sergio Ramos Juan Mata Sergio Busquets Jesús Navas | Castelão, Fortaleza Toeschouwers: 56.083 Scheidsrechter: Howard Webb (ENG) |

|                                                                            |                                                                       |              |                                                                             |                                                                                       |
| 30 juni Confederations Cup Troostfinale № 748 «onderlinge duels» 17:00 uur | Uruguay                                                               | 2 – 2 (n.v.) | Italië                                                                      | Arena Fonte Nova, Salvador Toeschouwers: 43.382 Scheidsrechter: Djamel Haimoudi (ALG) |
| 30 juni Confederations Cup Troostfinale № 748 «onderlinge duels» 17:00 uur | Edinson Cavani 58' Edinson Cavani 78'                                 |              | 24' Davide Astori 73' Diamanti                                              | Arena Fonte Nova, Salvador Toeschouwers: 43.382 Scheidsrechter: Djamel Haimoudi (ALG) |
| 30 juni Confederations Cup Troostfinale № 748 «onderlinge duels» 17:00 uur | Strafschoppen                                                         |              |                                                                             | Arena Fonte Nova, Salvador Toeschouwers: 43.382 Scheidsrechter: Djamel Haimoudi (ALG) |
| 30 juni Confederations Cup Troostfinale № 748 «onderlinge duels» 17:00 uur | Diego Forlán Edinson Cavani Luis Suárez Martín Cáceres Walter Gargano | 2 – 3        | Alberto Aquilani Stephan El Shaarawy Mattia De Sciglio Emanuele Giaccherini | Arena Fonte Nova, Salvador Toeschouwers: 43.382 Scheidsrechter: Djamel Haimoudi (ALG) |

|  |  |  |  |  |  |  |  |  |

|                                                                  |                     |       |                                     |                                                                                   |
| 14 augustus Vriendschappelijk № 749 «onderlinge duels» 20:45 uur | Italië              | 1 – 2 | Argentinië                          | Olympisch Stadion, Rome Toeschouwers: 41.369 Scheidsrechter: Wolfgang Stark (GER) |
| 14 augustus Vriendschappelijk № 749 «onderlinge duels» 20:45 uur | Lorenzo Insigne 75' |       | 21' Gonzalo Higuaín 45' Éver Banega | Olympisch Stadion, Rome Toeschouwers: 41.369 Scheidsrechter: Wolfgang Stark (GER) |

|                                                              |                       |       |           |                                                                                         |
| 6 september WK-kwalificatie Groep B № 750 «onderlinge duels» | Italië                | 1 – 0 | Bulgarije | Stadio Renzo Barbera, Palermo Toeschouwers: 28.662 Scheidsrechter: Carlos Velasco (ESP) |
| 6 september WK-kwalificatie Groep B № 750 «onderlinge duels» | Alberto Gilardino 38' |       |           | Stadio Renzo Barbera, Palermo Toeschouwers: 28.662 Scheidsrechter: Carlos Velasco (ESP) |

|                                                               |                                                  |       |                 |                                                                                    |
| 10 september WK-kwalificatie Groep B № 751 «onderlinge duels» | Italië                                           | 2 – 1 | Tsjechië        | Juventus Stadium, Turijn Toeschouwers: 35.299 Scheidsrechter: Jonas Eriksson (SWE) |
| 10 september WK-kwalificatie Groep B № 751 «onderlinge duels» | Giorgio Chiellini 51' Mario Balotelli 54' (pen.) |       | 19' Libor Kozák | Juventus Stadium, Turijn Toeschouwers: 35.299 Scheidsrechter: Jonas Eriksson (SWE) |

|                                                                       |                                             |       |                                          |                                                                               |
| 11 oktober WK-kwalificatie Groep B № 752 «onderlinge duels» 20:15 uur | Denemarken                                  | 2 – 2 | Italië                                   | Parken, Kopenhagen Toeschouwers: 38.000 Scheidsrechter: Stéphane Lannoy (FRA) |
| 11 oktober WK-kwalificatie Groep B № 752 «onderlinge duels» 20:15 uur | Nicklas Bendtner 45+1' Nicklas Bendtner 79' |       | 28' Pablo Osvaldo 90+1' Alberto Aquilani | Parken, Kopenhagen Toeschouwers: 38.000 Scheidsrechter: Stéphane Lannoy (FRA) |

|                                                             |                                             |       |                                           |                                                                                    |
| 15 oktober WK-kwalificatie Groep B № 753 «onderlinge duels» | Italië                                      | 2 – 2 | Armenië                                   | Stadio San Paolo, Napels Toeschouwers: 60.240 Scheidsrechter: Michael Oliver (ENG) |
| 15 oktober WK-kwalificatie Groep B № 753 «onderlinge duels» | Alessandro Florenzi 24' Mario Balotelli 76' |       | 5' Joera Movsisjan 70' Henrich Mchitarjan | Stadio San Paolo, Napels Toeschouwers: 60.240 Scheidsrechter: Michael Oliver (ENG) |

|                                                                  |                   |       |                 |                                                                                                |
| 15 november Vriendschappelijk № 754 «onderlinge duels» 20:45 uur | Italië            | 1 – 1 | Duitsland       | Stadio Giuseppe Meazza, Milaan Toeschouwers: 60.240 Scheidsrechter: Olegário Benquerença (POR) |
| 15 november Vriendschappelijk № 754 «onderlinge duels» 20:45 uur | Ignazio Abate 28' |       | 8' Mats Hummels | Stadio Giuseppe Meazza, Milaan Toeschouwers: 60.240 Scheidsrechter: Olegário Benquerença (POR) |

|                                                                  |                                   |       |                                             |                                                                                   |
| 18 november Vriendschappelijk № 755 «onderlinge duels» 20:45 uur | Nigeria                           | 2 – 2 | Italië                                      | Craven Cottage, Londen Toeschouwers: 15.267 Scheidsrechter: Martin Atkinson (ENG) |
| 18 november Vriendschappelijk № 755 «onderlinge duels» 20:45 uur | Chinedu Dike 35' Shola Ameobi 40' |       | 12' Giuseppe Rossi 47' Emanuele Giaccherini | Craven Cottage, Londen Toeschouwers: 15.267 Scheidsrechter: Martin Atkinson (ENG) |

### 2014
|                                                              |                     |       |        |                                                                                              |
| 5 maart Vriendschappelijk № 756 «onderlinge duels» 21:15 uur | Spanje              | 1 – 0 | Italië | Estadio Vicente Calderón, Madrid Toeschouwers: 35.000 Scheidsrechter: Jevhen Aranovsky (UKR) |
| 5 maart Vriendschappelijk № 756 «onderlinge duels» 21:15 uur | Pedro Rodríguez 63' |       |        | Estadio Vicente Calderón, Madrid Toeschouwers: 35.000 Scheidsrechter: Jevhen Aranovsky (UKR) |

|                                                             |        |       |         |                                                                                  |
| 31 mei Vriendschappelijk № 757 «onderlinge duels» 20:45 uur | Italië | 0 – 0 | Ierland | Craven Cottage, Londen Toeschouwers: 22.897 Scheidsrechter: Michael Oliver (ENG) |
| 31 mei Vriendschappelijk № 757 «onderlinge duels» 20:45 uur |        |       |         | Craven Cottage, Londen Toeschouwers: 22.897 Scheidsrechter: Michael Oliver (ENG) |

|                                                             |                      |       |                   |                                                                                      |
| 4 juni Vriendschappelijk № 758 «onderlinge duels» 20:45 uur | Italië               | 1 – 1 | Luxemburg         | Stadio Renato Curi, Perugia Toeschouwers: 23.000 Scheidsrechter: Damir Skomina (SLO) |
| 4 juni Vriendschappelijk № 758 «onderlinge duels» 20:45 uur | Claudio Marchisio 9' |       | 85' Maxime Chanot | Stadio Renato Curi, Perugia Toeschouwers: 23.000 Scheidsrechter: Damir Skomina (SLO) |

| WK voetbal 2014 |
| --------------- |

|                                                                         |                      |       |                                           |                                                                                    |
| 14 juni WK-eindronde Groep D № 759 «onderlinge duels» 18:00 uur (UTC−4) | Engeland             | 1 – 2 | Italië                                    | Arena da Amazônia, Manaus Toeschouwers: 39.800 Scheidsrechter: Björn Kuipers (NED) |
| 14 juni WK-eindronde Groep D № 759 «onderlinge duels» 18:00 uur (UTC−4) | Daniel Sturridge 37' |       | 35' Claudio Marchisio 50' Mario Balotelli | Arena da Amazônia, Manaus Toeschouwers: 39.800 Scheidsrechter: Björn Kuipers (NED) |

|                                                                         |        |                |            |                                                                                   |
| 20 juni WK-eindronde Groep D № 760 «onderlinge duels» 13:00 uur (UTC−3) | Italië | 0 – 1          | Costa Rica | Arena Pernambuco, Recife Toeschouwers: 40.285 Scheidsrechter: Enrique Osses (CHI) |
| 20 juni WK-eindronde Groep D № 760 «onderlinge duels» 13:00 uur (UTC−3) |        | 44' Bryan Ruiz |            | Arena Pernambuco, Recife Toeschouwers: 40.285 Scheidsrechter: Enrique Osses (CHI) |

|                                                                         |        |                 |         |                                                                                   |
| 24 juni WK-eindronde Groep D № 761 «onderlinge duels» 13:00 uur (UTC−3) | Italië | 0 – 1           | Uruguay | Arena das Dunas, Natal Toeschouwers: 39.706 Scheidsrechter: Marco Rodríguez (MEX) |
| 24 juni WK-eindronde Groep D № 761 «onderlinge duels» 13:00 uur (UTC−3) |        | 81' Diego Godín |         | Arena das Dunas, Natal Toeschouwers: 39.706 Scheidsrechter: Marco Rodríguez (MEX) |

|  |  |  |  |  |  |  |  |  |

|                                                                  |                                              |       |           |                                                                                    |
| 4 september Vriendschappelijk № 762 «onderlinge duels» 20:30 uur | Italië                                       | 2 – 0 | Nederland | Stadio San Nicola, Bari Toeschouwers: 50.000 Scheidsrechter: Sergej Karasjov (RUS) |
| 4 september Vriendschappelijk № 762 «onderlinge duels» 20:30 uur | Ciro Immobile 3' Daniele De Rossi 10' (pen.) |       |           | Stadio San Nicola, Bari Toeschouwers: 50.000 Scheidsrechter: Sergej Karasjov (RUS) |

|                                                                        |           |                                      |        |                                                                                |
| 9 september EK-kwalificatie Groep H № 763 «onderlinge duels» 20:45 uur | Noorwegen | 0 – 2                                | Italië | Ullevaalstadion, Oslo Toeschouwers: 26.265 Scheidsrechter: Milorad Mažić (SRB) |
| 9 september EK-kwalificatie Groep H № 763 «onderlinge duels» 20:45 uur |           | 16' Simone Zaza 62' Leonardo Bonucci |        | Ullevaalstadion, Oslo Toeschouwers: 26.265 Scheidsrechter: Milorad Mažić (SRB) |

|                                                                       |                                             |       |                              |                                                                                        |
| 10 oktober EK-kwalificatie Groep H № 764 «onderlinge duels» 20:45 uur | Italië                                      | 2 – 1 | Azerbeidzjan                 | Stadio Renzo Barbera, Palermo Toeschouwers: 45.000 Scheidsrechter: Hüseyin Göçek (TUR) |
| 10 oktober EK-kwalificatie Groep H № 764 «onderlinge duels» 20:45 uur | Giorgio Chiellini 44' Giorgio Chiellini 82' |       | 77' (e.d.) Giorgio Chiellini | Stadio Renzo Barbera, Palermo Toeschouwers: 45.000 Scheidsrechter: Hüseyin Göçek (TUR) |

|                                                                       |       |                    |        |                                                                                     |
| 13 oktober EK-kwalificatie Groep H № 765 «onderlinge duels» 20:45 uur | Malta | 0 – 1              | Italië | Ta' Qalistadion, Ta' Qali Toeschouwers: 16.942 Scheidsrechter: Ovidiu Haţegan (ROM) |
| 13 oktober EK-kwalificatie Groep H № 765 «onderlinge duels» 20:45 uur |       | 23' Graziano Pellè |        | Ta' Qalistadion, Ta' Qali Toeschouwers: 16.942 Scheidsrechter: Ovidiu Haţegan (ROM) |

|                                                                        |                      |       |                  |                                                                                         |
| 16 november EK-kwalificatie Groep H № 766 «onderlinge duels» 20:45 uur | Italië               | 1 – 1 | Kroatië          | Stadio Giuseppe Meazza, Milaan Toeschouwers: 63.122 Scheidsrechter: Björn Kuipers (NED) |
| 16 november EK-kwalificatie Groep H № 766 «onderlinge duels» 20:45 uur | Antonio Candreva 11' |       | 15' Ivan Perišić | Stadio Giuseppe Meazza, Milaan Toeschouwers: 63.122 Scheidsrechter: Björn Kuipers (NED) |

|                                                                  |                   |       |         |                                                                                          |
| 18 november Vriendschappelijk № 767 «onderlinge duels» 20:45 uur | Italië            | 1 – 0 | Albanië | Stadio Luigi Ferraris, Genua Toeschouwers: 26.000 Scheidsrechter: Alexander Harkam (AUT) |
| 18 november Vriendschappelijk № 767 «onderlinge duels» 20:45 uur | Stefano Okaka 82' |       |         | Stadio Luigi Ferraris, Genua Toeschouwers: 26.000 Scheidsrechter: Alexander Harkam (AUT) |

### 2015
|                                                           |                                       |       |                                                 |                                                                                                |
| 28 maart EK-kwalificatie Groep H № 768 «onderlinge duels» | Bulgarije                             | 2 – 2 | Italië                                          | Vasil Levski Nationaal Stadion, Sofia Toeschouwers: 10.359 Scheidsrechter: Damir Skomina (SLO) |
| 28 maart EK-kwalificatie Groep H № 768 «onderlinge duels» | Ivelin Popov 11' Iliyan Mitsanski 17' |       | 4' (e.d.) Jordan Minev 84' Éder Citadin Martins | Vasil Levski Nationaal Stadion, Sofia Toeschouwers: 10.359 Scheidsrechter: Damir Skomina (SLO) |

|                                                     |                    |       |                     |                                                                                 |
| 31 maart Vriendschappelijk № 769 «onderlinge duels» | Italië             | 1 – 1 | Engeland            | Juventus Stadium, Turijn Toeschouwers: 31.138 Scheidsrechter: Felix Brych (GER) |
| 31 maart Vriendschappelijk № 769 «onderlinge duels» | Graziano Pellè 29' |       | 79' Andros Townsend | Juventus Stadium, Turijn Toeschouwers: 31.138 Scheidsrechter: Felix Brych (GER) |

|                                                                    |                     |       |                             |                                                                            |
| 12 juni EK-kwalificatie Groep H № 770 «onderlinge duels» 20:45 uur | Kroatië             | 1 – 1 | Italië                      | Poljudstadion, Split Toeschouwers: 0 Scheidsrechter: Martin Atkinson (ENG) |
| 12 juni EK-kwalificatie Groep H № 770 «onderlinge duels» 20:45 uur | Mario Mandžukić 11' |       | 36' (pen.) Antonio Candreva | Poljudstadion, Split Toeschouwers: 0 Scheidsrechter: Martin Atkinson (ENG) |

|                                                              |        |          |          |                                                                                   |
| 16 juni Vriendschappelijk № 771 «onderlinge duels» 20:30 uur | Italië | 0 – 1    | Portugal | Stade de Genève, Genève Toeschouwers: 18.000 Scheidsrechter: Stéphan Studer (SUI) |
| 16 juni Vriendschappelijk № 771 «onderlinge duels» 20:30 uur |        | 52' Éder |          | Stade de Genève, Genève Toeschouwers: 18.000 Scheidsrechter: Stéphan Studer (SUI) |

|                                                              |                    |       |       |                                                                                           |
| 3 september EK-kwalificatie Groep H № 772 «onderlinge duels» | Italië             | 1 – 0 | Malta | Stadio Artemio Franchi, Florence Toeschouwers: 12.000 Scheidsrechter: Ivan Kružliak (SVK) |
| 3 september EK-kwalificatie Groep H № 772 «onderlinge duels» | Graziano Pellè 69' |       |       | Stadio Artemio Franchi, Florence Toeschouwers: 12.000 Scheidsrechter: Ivan Kružliak (SVK) |

|                                                              |                            |       |           |                                                                                          |
| 6 september EK-kwalificatie Groep H № 773 «onderlinge duels» | Italië                     | 1 – 0 | Bulgarije | Stadio Renzo Barbera, Palermo Toeschouwers: 21.000 Scheidsrechter: Sergej Karasjov (RUS) |
| 6 september EK-kwalificatie Groep H № 773 «onderlinge duels» | Daniele De Rossi 6' (pen.) |       |           | Stadio Renzo Barbera, Palermo Toeschouwers: 21.000 Scheidsrechter: Sergej Karasjov (RUS) |

|                                                                       |                  |       |                                                     |                                                                                    |
| 10 oktober EK-kwalificatie Groep H № 774 «onderlinge duels» 18:00 uur | Azerbeidzjan     | 1 – 3 | Italië                                              | Olympisch Stadion, Bakoe Toeschouwers: 20.000 Scheidsrechter: William Collum (SCO) |
| 10 oktober EK-kwalificatie Groep H № 774 «onderlinge duels» 18:00 uur | Dima Nazarov 32' |       | 12' Éder 43' Stephan El Shaarawy 65' Matteo Darmian | Olympisch Stadion, Bakoe Toeschouwers: 20.000 Scheidsrechter: William Collum (SCO) |

|                                                                       |                                            |       |                      |                                                                                |
| 13 oktober EK-kwalificatie Groep H № 775 «onderlinge duels» 20:45 uur | Italië                                     | 2 – 1 | Noorwegen            | Olympisch Stadion, Rome Toeschouwers: 30.000 Scheidsrechter: Felix Brych (GER) |
| 13 oktober EK-kwalificatie Groep H № 775 «onderlinge duels» 20:45 uur | Alessandro Florenzi 73' Graziano Pellè 82' |       | 23' Alexander Tettey | Olympisch Stadion, Rome Toeschouwers: 30.000 Scheidsrechter: Felix Brych (GER) |

|                                                                  |                                                            |       |                     |                                                                                              |
| 13 november Vriendschappelijk № 776 «onderlinge duels» 20:45 uur | België                                                     | 3 – 1 | Italië              | Koning Boudewijnstadion, Brussel Toeschouwers: 40.000 Scheidsrechter: Szymon Marciniak (POL) |
| 13 november Vriendschappelijk № 776 «onderlinge duels» 20:45 uur | Jan Vertonghen 13' Kevin De Bruyne 74' Michy Batshuayi 82' |       | 3' Antonio Candreva | Koning Boudewijnstadion, Brussel Toeschouwers: 40.000 Scheidsrechter: Szymon Marciniak (POL) |

|                                                                  |                                                    |       |                                    |                                                                                             |
| 17 november Vriendschappelijk № 777 «onderlinge duels» 20:45 uur | Italië                                             | 2 – 2 | Roemenië                           | Stadio Renato Dall'Ara, Bologna Toeschouwers: 22.511 Scheidsrechter: Adrien Jaccottet (SUI) |
| 17 november Vriendschappelijk № 777 «onderlinge duels» 20:45 uur | Claudio Marchisio 55' (pen.) Manolo Gabbiadini 65' |       | 8' Bogdan Stancu 89' Florin Andone | Stadio Renato Dall'Ara, Bologna Toeschouwers: 22.511 Scheidsrechter: Adrien Jaccottet (SUI) |

### 2016
|                                                               |                     |       |                  |                                                                               |
| 24 maart Vriendschappelijk № 778 «onderlinge duels» 20:45 uur | Italië              | 1 – 1 | Spanje           | Stadio Friuli, Udine Toeschouwers: 23.300 Scheidsrechter: Deniz Aytekin (GER) |
| 24 maart Vriendschappelijk № 778 «onderlinge duels» 20:45 uur | Lorenzo Insigne 68' |       | 70' Aritz Aduriz | Stadio Friuli, Udine Toeschouwers: 23.300 Scheidsrechter: Deniz Aytekin (GER) |

|                                                               |                                                                       |       |                         |                                                                                  |
| 29 maart Vriendschappelijk № 779 «onderlinge duels» 20:45 uur | Duitsland                                                             | 4 – 1 | Italië                  | Allianz Arena, München Toeschouwers: 62.600 Scheidsrechter: Oliver Drachta (AUT) |
| 29 maart Vriendschappelijk № 779 «onderlinge duels» 20:45 uur | Toni Kroos 24' Mario Götze 45' Jonas Hector 59' Mesut Özil 75' (pen.) |       | 83' Stephan El Shaarawy | Allianz Arena, München Toeschouwers: 62.600 Scheidsrechter: Oliver Drachta (AUT) |

|                                                             |                    |       |           |                                                                               |
| 29 mei Vriendschappelijk № 780 «onderlinge duels» 20:45 uur | Italië             | 1 – 0 | Schotland | Ta' Qalistadion, Ta' Qali Toeschouwers: 8.000 Scheidsrechter: Sant Alan (MLT) |
| 29 mei Vriendschappelijk № 780 «onderlinge duels» 20:45 uur | Graziano Pellè 57' |       |           | Ta' Qalistadion, Ta' Qali Toeschouwers: 8.000 Scheidsrechter: Sant Alan (MLT) |

|                                                             |                                                  |       |         |                                                                                             |
| 6 juni Vriendschappelijk № 781 «onderlinge duels» 20:45 uur | Italië                                           | 2 – 0 | Finland | Stadio Marcantonio Bentegodi, Verona Toeschouwers: 27.702 Scheidsrechter: Bas Nijhuis (NED) |
| 6 juni Vriendschappelijk № 781 «onderlinge duels» 20:45 uur | Antonio Candreva 27' (pen.) Daniele De Rossi 71' |       |         | Stadio Marcantonio Bentegodi, Verona Toeschouwers: 27.702 Scheidsrechter: Bas Nijhuis (NED) |

| EK 2016 |
| ------- |

|                                                            |        |                                               |        |                                                                                           |
| 13 juni EK 2016 Groep E № 782 «onderlinge duels» 21:00 uur | België | 0 – 2                                         | Italië | Parc Olympique Lyonnais, Lyon Toeschouwers: 55.408 Scheidsrechter: Mark Clattenburg (ENG) |
| 13 juni EK 2016 Groep E № 782 «onderlinge duels» 21:00 uur |        | 32' Emanuele Giaccherini 90+2' Graziano Pellè |        | Parc Olympique Lyonnais, Lyon Toeschouwers: 55.408 Scheidsrechter: Mark Clattenburg (ENG) |

|                                                            |          |       |        |                                                                                        |
| 17 juni EK 2016 Groep E № 783 «onderlinge duels» 15:00 uur | Italië   | 1 – 0 | Zweden | Parc Olympique Lyonnais, Lyon Toeschouwers: 29.600 Scheidsrechter: Viktor Kassai (HUN) |
| 17 juni EK 2016 Groep E № 783 «onderlinge duels» 15:00 uur | Éder 88' |       |        | Parc Olympique Lyonnais, Lyon Toeschouwers: 29.600 Scheidsrechter: Viktor Kassai (HUN) |

|                                                            |        |                  |         | |
| 22 juni EK 2016 Groep E № 784 «onderlinge duels» 21:00 uur | Italië | 0 – 1            | Ierland | Grand Stade Lille Métropole, Villeneuve-d'Ascq Toeschouwers: 44.268 Scheidsrechter: Ovidiu Haţegan (ROM) |
| 22 juni EK 2016 Groep E № 784 «onderlinge duels» 21:00 uur |        | 85' Robbie Brady |         | Grand Stade Lille Métropole, Villeneuve-d'Ascq Toeschouwers: 44.268 Scheidsrechter: Ovidiu Haţegan (ROM) |

|                                                                   |                                            |       |        |                                                                                      |
| 27 juni EK 2016 Achtste finale № 785 «onderlinge duels» 18:00 uur | Italië                                     | 2 – 0 | Spanje | Stade de France, Saint-Denis Toeschouwers: 76.165 Scheidsrechter: Cüneyt Çakır (TUR) |
| 27 juni EK 2016 Achtste finale № 785 «onderlinge duels» 18:00 uur | Giorgio Chiellini 33' Graziano Pellè 90+1' |       |        | Stade de France, Saint-Denis Toeschouwers: 76.165 Scheidsrechter: Cüneyt Çakır (TUR) |

|                                                               | |       | |                                                                                           |
| 2 juli EK 2016 Kwartfinale № 786 «onderlinge duels» 21:00 uur | Duitsland | 1 – 1 | Italië | Nouveau Stade Bordeaux, Bordeaux Toeschouwers: 38.764 Scheidsrechter: Viktor Kassai (HUN) |
| 2 juli EK 2016 Kwartfinale № 786 «onderlinge duels» 21:00 uur | Mesut Özil 65' |       | 78' (pen.) Leonardo Bonucci | Nouveau Stade Bordeaux, Bordeaux Toeschouwers: 38.764 Scheidsrechter: Viktor Kassai (HUN) |
| 2 juli EK 2016 Kwartfinale № 786 «onderlinge duels» 21:00 uur | Strafschoppen |       | | Nouveau Stade Bordeaux, Bordeaux Toeschouwers: 38.764 Scheidsrechter: Viktor Kassai (HUN) |
| 2 juli EK 2016 Kwartfinale № 786 «onderlinge duels» 21:00 uur | Toni Kroos Thomas Müller Mesut Özil Julian Draxler Bastian Schweinsteiger Mats Hummels Joshua Kimmich Jérôme Boateng Jonas Hector | 6 – 5 | Lorenzo Insigne Simone Zaza Andrea Barzagli Graziano Pellè Leonardo Bonucci Emanuele Giaccherini Marco Parolo Mattia De Sciglio Matteo Darmian | Nouveau Stade Bordeaux, Bordeaux Toeschouwers: 38.764 Scheidsrechter: Viktor Kassai (HUN) |

|  |  |  |  |  |  |  |  |  |

|                                                                  |                    |       |                                                           |                                                                                  |
| 1 september Vriendschappelijk № 787 «onderlinge duels» 20:45 uur | Italië             | 1 – 3 | Frankrijk                                                 | Stadio San Nicola, Bari Toeschouwers: 40.000 Scheidsrechter: Björn Kuipers (NED) |
| 1 september Vriendschappelijk № 787 «onderlinge duels» 20:45 uur | Graziano Pellè 21' |       | 17' Anthony Martial 28' Olivier Giroud 81' Layvin Kurzawa | Stadio San Nicola, Bari Toeschouwers: 40.000 Scheidsrechter: Björn Kuipers (NED) |

|                                                                        |                  |       |                                                                  |                                                                                     |
| 5 september WK-kwalificatie Groep G № 788 «onderlinge duels» 20:45 uur | Israël           | 1 – 3 | Italië                                                           | Sammy Oferstadion, Haifa Toeschouwers: 30.000 Scheidsrechter: Sergej Karasjov (RUS) |
| 5 september WK-kwalificatie Groep G № 788 «onderlinge duels» 20:45 uur | Tal Ben-Haim 35' |       | 14' Graziano Pellè 31' (pen.) Antonio Candreva 83' Ciro Immobile | Sammy Oferstadion, Haifa Toeschouwers: 30.000 Scheidsrechter: Sergej Karasjov (RUS) |

|                                                                      |                             |       |            |                                                                                 |
| 6 oktober WK-kwalificatie Groep G № 789 «onderlinge duels» 20:45 uur | Italië                      | 1 – 1 | Spanje     | Juventus Stadium, Turijn Toeschouwers: 38.470 Scheidsrechter: Felix Brych (GER) |
| 6 oktober WK-kwalificatie Groep G № 789 «onderlinge duels» 20:45 uur | Daniele De Rossi 82' (pen.) |       | 55' Vitolo | Juventus Stadium, Turijn Toeschouwers: 38.470 Scheidsrechter: Felix Brych (GER) |

|                                                                      |                                         |       |                                                          |                                                                                   |
| 9 oktober WK-kwalificatie Groep G № 790 «onderlinge duels» 20:45 uur | Macedonië                               | 2 – 3 | Italië                                                   | Philip II Arena, Skopje Toeschouwers: 27.000 Scheidsrechter: Danny Makkelie (NED) |
| 9 oktober WK-kwalificatie Groep G № 790 «onderlinge duels» 20:45 uur | Ilija Nestorovski 57' Ferhan Hasani 59' |       | 24' Andrea Belotti 75' Ciro Immobile 90+1' Ciro Immobile | Philip II Arena, Skopje Toeschouwers: 27.000 Scheidsrechter: Danny Makkelie (NED) |

|                                                                        |               |                                                                              |        |                                                                              |
| 12 november WK-kwalificatie Groep G № 791 «onderlinge duels» 20:45 uur | Liechtenstein | 0 – 4                                                                        | Italië | Rheinparkstadion, Vaduz Toeschouwers: 5.864 Scheidsrechter: Ivan Bebek (CRO) |
| 12 november WK-kwalificatie Groep G № 791 «onderlinge duels» 20:45 uur |               | 11' Andrea Belotti 12' Ciro Immobile 32' Antonio Candreva 44' Andrea Belotti |        | Rheinparkstadion, Vaduz Toeschouwers: 5.864 Scheidsrechter: Ivan Bebek (CRO) |

|                                                                  |        |       |           |                                                                                             |
| 15 november Vriendschappelijk № 792 «onderlinge duels» 20:45 uur | Italië | 0 – 0 | Duitsland | Stadio Giuseppe Meazza, Milaan Toeschouwers: 48.600 Scheidsrechter: Artur Soares Dias (POR) |
| 15 november Vriendschappelijk № 792 «onderlinge duels» 20:45 uur |        |       |           | Stadio Giuseppe Meazza, Milaan Toeschouwers: 48.600 Scheidsrechter: Artur Soares Dias (POR) |

### 2017
|                                                                     |                                               |       |         |                                                                                        |
| 24 maart WK-kwalificatie Groep G № 793 «onderlinge duels» 20:45 uur | Italië                                        | 2 – 0 | Albanië | Stadio Renzo Barbera, Palermo Toeschouwers: 33.136 Scheidsrechter: Slavko Vinčić (SLO) |
| 24 maart WK-kwalificatie Groep G № 793 «onderlinge duels» 20:45 uur | Daniele De Rossi 12' (pen.) Ciro Immobile 71' |       |         | Stadio Renzo Barbera, Palermo Toeschouwers: 33.136 Scheidsrechter: Slavko Vinčić (SLO) |

|                                                               |                              |       |                               |                                                                                      |
| 28 maart Vriendschappelijk № 794 «onderlinge duels» 20:45 uur | Nederland                    | 1 – 2 | Italië                        | Amsterdam ArenA, Amsterdam Toeschouwers: 46.228 Scheidsrechter: Jonas Eriksson (SWE) |
| 28 maart Vriendschappelijk № 794 «onderlinge duels» 20:45 uur | Alessio Romagnoli 10' (e.d.) |       | 11' Éder 32' Leonardo Bonucci | Amsterdam ArenA, Amsterdam Toeschouwers: 46.228 Scheidsrechter: Jonas Eriksson (SWE) |

|                                                             | |       |            |                                                                                          |
| 31 mei Vriendschappelijk № 795 «onderlinge duels» 21:30 uur | Italië | 8 – 0 | San Marino | Stadio Carlo Castellani, Empoli Toeschouwers: 6.000 Scheidsrechter: Sandro Schärer (SUI) |
| 31 mei Vriendschappelijk № 795 «onderlinge duels» 21:30 uur | Gianluca Lapadula 10' Gian Marco Ferrari 14' Andrea Petagna 16' Gianluca Lapadula 20' Mattia Caldara 48' Gianluca Lapadula 50' Matteo Politano 58' Giovanni Bonini 75' (e.d.) |       |            | Stadio Carlo Castellani, Empoli Toeschouwers: 6.000 Scheidsrechter: Sandro Schärer (SUI) |

|                                                             |         |                                                                     |        |                                                                                 |
| 6 juni Vriendschappelijk № 796 «onderlinge duels» 20:45 uur | Uruguay | 0 – 3                                                               | Italië | Allianz Riviera, Nice Toeschouwers: 15.000 Scheidsrechter: Clément Turpin (FRA) |
| 6 juni Vriendschappelijk № 796 «onderlinge duels» 20:45 uur |         | 7' (e.d.) José María Giménez 82' Éder 90+2' (pen.) Daniele De Rossi |        | Allianz Riviera, Nice Toeschouwers: 15.000 Scheidsrechter: Clément Turpin (FRA) |

|                                                              |                                                                                                   |       |               |                                                                              |
| 11 juni Vriendschappelijk № 797 «onderlinge duels» 20:45 uur | Italië                                                                                            | 5 – 0 | Liechtenstein | Stadio Friuli, Udine Toeschouwers: 21.000 Scheidsrechter: Kevin Clancy (SCO) |
| 11 juni Vriendschappelijk № 797 «onderlinge duels» 20:45 uur | Lorenzo Insigne 35' Andrea Belotti 52' Éder 74' Federico Bernardeschi 82' Manolo Gabbiadini 90+1' |       |               | Stadio Friuli, Udine Toeschouwers: 21.000 Scheidsrechter: Kevin Clancy (SCO) |

|                                                                        |                                     |       |        |                                                                                            |
| 2 september WK-kwalificatie Groep G № 798 «onderlinge duels» 20:45 uur | Spanje                              | 3 – 0 | Italië | Estadio Santiago Bernabéu, Madrid Toeschouwers: 73.628 Scheidsrechter: Björn Kuipers (NED) |
| 2 september WK-kwalificatie Groep G № 798 «onderlinge duels» 20:45 uur | Isco 13' Isco 40' Álvaro Morata 77' |       |        | Estadio Santiago Bernabéu, Madrid Toeschouwers: 73.628 Scheidsrechter: Björn Kuipers (NED) |

|                                                                        |                   |       |        | |
| 5 september WK-kwalificatie Groep G № 799 «onderlinge duels» 20:45 uur | Italië            | 1 – 0 | Israël | MAPEI Stadium - Città del Tricolore, Reggio Emilia Toeschouwers: 20.000 Scheidsrechter: Benoît Bastien (FRA) |
| 5 september WK-kwalificatie Groep G № 799 «onderlinge duels» 20:45 uur | Ciro Immobile 53' |       |        | MAPEI Stadium - Città del Tricolore, Reggio Emilia Toeschouwers: 20.000 Scheidsrechter: Benoît Bastien (FRA) |

|                                                                      |                       |       |                           |                                                                                    |
| 6 oktober WK-kwalificatie Groep G № 800 «onderlinge duels» 20:45 uur | Italië                | 1 – 1 | Macedonië                 | Olympisch Stadion, Turijn Toeschouwers: 22.603 Scheidsrechter: Tiago Martins (POR) |
| 6 oktober WK-kwalificatie Groep G № 800 «onderlinge duels» 20:45 uur | Giorgio Chiellini 40' |       | 77' Aleksandar Trajkovski | Olympisch Stadion, Turijn Toeschouwers: 22.603 Scheidsrechter: Tiago Martins (POR) |

|                                                                      |         |                      |        |                                                                                          |
| 9 oktober WK-kwalificatie Groep G № 801 «onderlinge duels» 20:45 uur | Albanië | 0 – 1                | Italië | Loro Boriçistadion, Shkodër Toeschouwers: 14.700 Scheidsrechter: Svein Oddvar Moen (NOR) |
| 9 oktober WK-kwalificatie Groep G № 801 «onderlinge duels» 20:45 uur |         | 73' Antonio Candreva |        | Loro Boriçistadion, Shkodër Toeschouwers: 14.700 Scheidsrechter: Svein Oddvar Moen (NOR) |

|                                                                         |                     |       |        |                                                                              |
| 10 november WK-kwalificatie Play-off № 802 «onderlinge duels» 20:45 uur | Zweden              | 1 – 0 | Italië | Friends Arena, Solna Toeschouwers: 49.193 Scheidsrechter: Cüneyt Çakir (TUR) |
| 10 november WK-kwalificatie Play-off № 802 «onderlinge duels» 20:45 uur | Jakob Johansson 61' |       |        | Friends Arena, Solna Toeschouwers: 49.193 Scheidsrechter: Cüneyt Çakir (TUR) |

|                                                                         |        |       |        |                                                                                               |
| 13 november WK-kwalificatie Play-off № 803 «onderlinge duels» 20:45 uur | Italië | 0 – 0 | Zweden | Stadio Giuseppe Meazza, Milaan Toeschouwers: 72.696 Scheidsrechter: Antonio Mateu Lahoz (ESP) |
| 13 november WK-kwalificatie Play-off № 803 «onderlinge duels» 20:45 uur |        |       |        | Stadio Giuseppe Meazza, Milaan Toeschouwers: 72.696 Scheidsrechter: Antonio Mateu Lahoz (ESP) |

### 2018
|                                                               |                                    |       |        |                                                                                       |
| 23 maart Vriendschappelijk № 804 «onderlinge duels» 20:45 uur | Argentinië                         | 2 – 0 | Italië | Etihad Stadium, Manchester Toeschouwers: 25.000 Scheidsrechter: Martin Atkinson (ENG) |
| 23 maart Vriendschappelijk № 804 «onderlinge duels» 20:45 uur | Éver Banega 75' Manuel Lanzini 85' |       |        | Etihad Stadium, Manchester Toeschouwers: 25.000 Scheidsrechter: Martin Atkinson (ENG) |

|                                                               |                 |       |                            |                                                                                  |
| 27 maart Vriendschappelijk № 805 «onderlinge duels» 20:00 uur | Engeland        | 1 – 1 | Italië                     | Wembley Stadium, Londen Toeschouwers: 82.598 Scheidsrechter: Deniz Aytekin (GER) |
| 27 maart Vriendschappelijk № 805 «onderlinge duels» 20:00 uur | Jamie Vardy 26' |       | 87' (pen.) Lorenzo Insigne | Wembley Stadium, Londen Toeschouwers: 82.598 Scheidsrechter: Deniz Aytekin (GER) |

|                                                             |                                        |       |                     |                                                                                   |
| 28 mei Vriendschappelijk № 806 «onderlinge duels» 20:45 uur | Italië                                 | 2 – 1 | Saoedi-Arabië       | Kybunpark, Sankt Gallen Toeschouwers: 10.100 Scheidsrechter: Sandro Schärer (SUI) |
| 28 mei Vriendschappelijk № 806 «onderlinge duels» 20:45 uur | Mario Balotelli 21' Andrea Belotti 68' |       | 72' Yahya Al-Shehri | Kybunpark, Sankt Gallen Toeschouwers: 10.100 Scheidsrechter: Sandro Schärer (SUI) |

|                                                             |                                                                   |       |                      |                                                                                 |
| 1 juni Vriendschappelijk № 807 «onderlinge duels» 21:00 uur | Frankrijk                                                         | 3 – 1 | Italië               | Allianz Riviera, Nice Toeschouwers: 35.000 Scheidsrechter: Anthony Taylor (ENG) |
| 1 juni Vriendschappelijk № 807 «onderlinge duels» 21:00 uur | Samuel Umtiti 8' Antoine Griezmann 29' (pen.) Ousmane Dembélé 63' |       | 36' Leonardo Bonucci | Allianz Riviera, Nice Toeschouwers: 35.000 Scheidsrechter: Anthony Taylor (ENG) |

|                                                             |                 |       |                |                                                                                         |
| 4 juni Vriendschappelijk № 808 «onderlinge duels» 21:00 uur | Italië          | 1 – 1 | Nederland      | Allianz Stadium, Turijn Toeschouwers: 23.000 Scheidsrechter: Vladislav Bezborodov (RUS) |
| 4 juni Vriendschappelijk № 808 «onderlinge duels» 21:00 uur | Simone Zaza 67' |       | 88' Nathan Aké | Allianz Stadium, Turijn Toeschouwers: 23.000 Scheidsrechter: Vladislav Bezborodov (RUS) |

|                                                                             |                       |       |                     |                                                                                         |
| 7 september UEFA Nations League Groep A3 № 809 «onderlinge duels» 20:45 uur | Italië                | 1 – 1 | Polen               | Stadio Renato Dall'Ara, Bologna Toeschouwers: 20.000 Scheidsrechter: Felix Zwayer (GER) |
| 7 september UEFA Nations League Groep A3 № 809 «onderlinge duels» 20:45 uur | Jorge Luiz Frello 78' |       | 40' Piotr Zieliński | Stadio Renato Dall'Ara, Bologna Toeschouwers: 20.000 Scheidsrechter: Felix Zwayer (GER) |

|                                                                              |                 |       |        |                                                                                    |
| 10 september UEFA Nations League Groep A3 № 810 «onderlinge duels» 19:45 uur | Portugal        | 1 – 0 | Italië | Estádio da Luz, Lissabon Toeschouwers: 52.635 Scheidsrechter: William Collum (SCO) |
| 10 september UEFA Nations League Groep A3 № 810 «onderlinge duels» 19:45 uur | André Silva 48' |       |        | Estádio da Luz, Lissabon Toeschouwers: 52.635 Scheidsrechter: William Collum (SCO) |

|                                                                 |                           |       |                        |                                                                                        |
| 10 oktober Vriendschappelijk № 811 «onderlinge duels» 20:45 uur | Italië                    | 1 – 1 | Oekraïne               | Stadio Luigi Ferraris, Genua Toeschouwers: 12.000 Scheidsrechter: Rade Obrenovič (SLO) |
| 10 oktober Vriendschappelijk № 811 «onderlinge duels» 20:45 uur | Federico Bernardeschi 55' |       | 62' Roeslan Malinovski | Stadio Luigi Ferraris, Genua Toeschouwers: 12.000 Scheidsrechter: Rade Obrenovič (SLO) |

|                                                                        |       |                         |        |                                                                                 |
| 14 oktober UEFA Nations League Groep A3 № 812 «onderlinge duels» 20:45 | Polen | 0 – 1                   | Italië | Śląskistadion, Chorzów Toeschouwers: 41.692 Scheidsrechter: Damir Skomina (SLO) |
| 14 oktober UEFA Nations League Groep A3 № 812 «onderlinge duels» 20:45 |       | 90+2' Cristiano Biraghi |        | Śląskistadion, Chorzów Toeschouwers: 41.692 Scheidsrechter: Damir Skomina (SLO) |

|                                                                         |        |       |          |                                                                                          |
| 17 november UEFA Nations League Groep A3 № 813 «onderlinge duels» 20:45 | Italië | 0 – 0 | Portugal | Stadio Giuseppe Meazza, Milaan Toeschouwers: 73.000 Scheidsrechter: Danny Makkelie (NED) |
| 17 november UEFA Nations League Groep A3 № 813 «onderlinge duels» 20:45 |        |       |          | Stadio Giuseppe Meazza, Milaan Toeschouwers: 73.000 Scheidsrechter: Danny Makkelie (NED) |

|                                                                  |                       |       |                  |                                                                             |
| 20 november Vriendschappelijk № 814 «onderlinge duels» 14:45 uur | Italië                | 1 – 0 | Verenigde Staten | Luminus Arena, Genk Toeschouwers: 13.500 Scheidsrechter: Cüneyt Çakir (TUR) |
| 20 november Vriendschappelijk № 814 «onderlinge duels» 14:45 uur | Matteo Politano 90+4' |       |                  | Luminus Arena, Genk Toeschouwers: 13.500 Scheidsrechter: Cüneyt Çakir (TUR) |

### 2019
|                                                                     |                                  |       |         |                                                                                |
| 23 maart EK-kwalificatie Groep J № 815 «onderlinge duels» 20:45 uur | Italië                           | 2 – 0 | Finland | Stadio Friuli, Udine Toeschouwers: 24.000 Scheidsrechter: Orel Grinfeeld (ISR) |
| 23 maart EK-kwalificatie Groep J № 815 «onderlinge duels» 20:45 uur | Nicolò Barella 7' Moise Kean 74' |       |         | Stadio Friuli, Udine Toeschouwers: 24.000 Scheidsrechter: Orel Grinfeeld (ISR) |

|                                                                     | |       |               |                                                                                        |
| 26 maart EK-kwalificatie Groep J № 816 «onderlinge duels» 20:45 uur | Italië | 6 – 0 | Liechtenstein | Stadio Ennio Tardini, Parma Toeschouwers: 19.834 Scheidsrechter: Kirill Levnikov (RUS) |
| 26 maart EK-kwalificatie Groep J № 816 «onderlinge duels» 20:45 uur | Stefano Sensi 18' Marco Verratti 33' Fabio Quagliarella 36' Fabio Quagliarella 45+4' Moise Kean 71' Leonardo Pavoletti 77' |       |               | Stadio Ennio Tardini, Parma Toeschouwers: 19.834 Scheidsrechter: Kirill Levnikov (RUS) |

|                                                                   |             |                                                             |        |                                                                                       |
| 8 juni EK-kwalificatie Groep J № 817 «onderlinge duels» 20:45 uur | Griekenland | 0 – 3                                                       | Italië | Pankritio Stadion, Iraklion Toeschouwers: 19.828 Scheidsrechter: Anthony Taylor (ENG) |
| 8 juni EK-kwalificatie Groep J № 817 «onderlinge duels» 20:45 uur |             | 23' Nicolò Barella 30' Lorenzo Insigne 33' Leonardo Bonucci |        | Pankritio Stadion, Iraklion Toeschouwers: 19.828 Scheidsrechter: Anthony Taylor (ENG) |

|                                                                    |                                        |       |                       |                                                                                   |
| 11 juni EK-kwalificatie Groep J № 818 «onderlinge duels» 20:45 uur | Italië                                 | 2 – 1 | Bosnië en Herzegovina | Allianz Stadium, Turijn Toeschouwers: 29.100 Scheidsrechter: Xavier Estrada (ESP) |
| 11 juni EK-kwalificatie Groep J № 818 «onderlinge duels» 20:45 uur | Lorenzo Insigne 49' Marco Verratti 86' |       | 32' Edin Džeko        | Allianz Stadium, Turijn Toeschouwers: 29.100 Scheidsrechter: Xavier Estrada (ESP) |

|                                                                        |                           |       |                                                                      | |
| 5 september EK-kwalificatie Groep J № 819 «onderlinge duels» 18:00 uur | Armenië                   | 1 – 3 | Italië                                                               | Republikeins Stadion Vazgen Sargsian, Jerevan Toeschouwers: 13.680 Scheidsrechter: Daniel Siebert (GER) |
| 5 september EK-kwalificatie Groep J № 819 «onderlinge duels» 18:00 uur | Aleksandre Karapetjan 11' |       | 28' Andrea Belotti 77' Lorenzo Pellegrini 80' (e.d.) Aram Ajrapetjan | Republikeins Stadion Vazgen Sargsian, Jerevan Toeschouwers: 13.680 Scheidsrechter: Daniel Siebert (GER) |

|                                                                        |                       |       |                                       |                                                                                 |
| 8 september EK-kwalificatie Groep J № 820 «onderlinge duels» 20:45 uur | Finland               | 1 – 2 | Italië                                | Ratina Stadion, Tampere Toeschouwers: 16.292 Scheidsrechter: Bobby Madden (SCO) |
| 8 september EK-kwalificatie Groep J № 820 «onderlinge duels» 20:45 uur | Teemu Pukki 72' (pen) |       | 59' Ciro Immobile 79' (pen.) Jorginho | Ratina Stadion, Tampere Toeschouwers: 16.292 Scheidsrechter: Bobby Madden (SCO) |

|                                                                       |                                               |       |             |                                                                                    |
| 12 oktober EK-kwalificatie Groep J № 821 «onderlinge duels» 20:45 uur | Italië                                        | 2 – 0 | Griekenland | Olympisch Stadion, Rome Toeschouwers: 56.274 Scheidsrechter: Sergej Karasjov (RUS) |
| 12 oktober EK-kwalificatie Groep J № 821 «onderlinge duels» 20:45 uur | Jorginho 63' (pen.) Federico Bernardeschi 78' |       |             | Olympisch Stadion, Rome Toeschouwers: 56.274 Scheidsrechter: Sergej Karasjov (RUS) |

|                                                                       |               | |        |                                                                                    |
| 15 oktober EK-kwalificatie Groep J № 822 «onderlinge duels» 20:45 uur | Liechtenstein | 0 – 5 | Italië | Rheinparkstadion, Vaduz Toeschouwers: 5.084 Scheidsrechter: Andris Treimanis (LET) |
| 15 oktober EK-kwalificatie Groep J № 822 «onderlinge duels» 20:45 uur |               | 2' Federico Bernardeschi 70' Andrea Belotti 77' Alessio Romagnoli 82' Stephan El Shaarawy 90+2' Andrea Belotti |        | Rheinparkstadion, Vaduz Toeschouwers: 5.084 Scheidsrechter: Andris Treimanis (LET) |

|                                                                        |                       |                                                             |        |                                                                                       |
| 15 november EK-kwalificatie Groep J № 823 «onderlinge duels» 20:45 uur | Bosnië en Herzegovina | 0 – 3                                                       | Italië | Stadion Bilino Polje, Zenica Toeschouwers: 9.000 Scheidsrechter: Sandro Schärer (SUI) |
| 15 november EK-kwalificatie Groep J № 823 «onderlinge duels» 20:45 uur |                       | 21' Francesco Acerbi 37' Lorenzo Insigne 52' Andrea Belotti |        | Stadion Bilino Polje, Zenica Toeschouwers: 9.000 Scheidsrechter: Sandro Schärer (SUI) |

|                                                                        | |       |                   |                                                                                        |
| 18 november EK-kwalificatie Groep J № 824 «onderlinge duels» 20:45 uur | Italië | 9 – 1 | Armenië           | Stadio Renzo Barbera, Palermo Toeschouwers: 27.800 Scheidsrechter: Tiago Martins (POR) |
| 18 november EK-kwalificatie Groep J № 824 «onderlinge duels» 20:45 uur | Ciro Immobile 8' Nicolò Zaniolo 9' Nicolò Barella 29' Ciro Immobile 33' Nicolò Zaniolo 64' Alessio Romagnoli 72' Jorginho 75' (pen.) Riccardo Orsolini 77' Federico Chiesa 81' |       | 79' Edgar Babajan | Stadio Renzo Barbera, Palermo Toeschouwers: 27.800 Scheidsrechter: Tiago Martins (POR) |

FIGC · A-internationals · Selecties · Bondscoaches · Italiaans vrouwenelftal · Olympisch elftal · Italië U21 · Italië U20 · Italië U19 · Italië U18 · Italië U17 · Italië U16 · Vrouwen U17
1910 – 1919 ·
1920 – 1929 ·
1930 – 1939 ·
1940 – 1949 ·
1950 – 1959 ·
1960 – 1969 ·
1970 – 1979 ·
1980 – 1989 ·
1990 – 1999 ·
2000 – 2009 ·
2010 – 2019 ·
2020 − 2029
EK's: 1968 · 
1980 · 
1988 · 
1996 · 
2000 · 
2004 · 
2008 · 
2012 · 
2016 ·
2020 ·
2024
WK's: 1934 · 
1938 · 
1950 · 
1954 · 
1962 · 
1966 · 
1970 · 
1974 · 
1978 · 
1982 · 
1986 · 
1990 · 
1994 · 
1998 · 
2002 · 
2006 · 
2010 · 
2014
OS: 1912 · 
1920 · 
1924 · 
1928 · 
1936 · 
1948 · 
1952 · 
1960 · 
1984 · 
1988 · 
1992 · 
1996 · 
2000 · 
2004 · 
2008
1911 · 
1912 · 
1913 · 
1914 · 
1915 · 
1916 · 1917 · 1918 · 1919 · 
1920 · 
1921 · 
1922 · 
1923 · 
1924 · 
1925 · 
1926 · 
1927 · 
1928 · 
1929 · 
1930 · 
1931 · 
1932 · 
1933 · 
1934 · 
1935 · 
1936 · 
1937 · 
1938 · 
1939 · 
1940 · 
1941 · 
1942 · 
1943 · 1944 · 
1945 · 
1946 · 
1947 · 
1948 · 
1949 · 
1950 · 
1952 · 
1952 · 
1953 · 
1954 · 
1955 · 
1956 · 
1957 · 
1958 · 
1959 · 
1960 · 
1961 · 
1962 · 
1963 · 
1964 · 
1965 · 
1966 · 
1967 · 
1968 · 
1969 · 
1970 · 
1971 · 
1972 · 
1973 · 
1974 · 
1975 · 
1976 · 
1977 · 
1978 · 
1979 · 
1980 · 
1981 · 
1982 · 
1983 · 
1984 · 
1985 · 
1986 · 
1987 · 
1988 · 
1989 · 
1990 ·
1991 · 
1992 · 
1993 · 
1994 · 
1995 · 
1996 · 
1997 · 
1998 · 
1999 · 
2000 · 
2001 · 
2002 · 
2003 · 
2004 · 
2005 · 
2006 · 
2007 · 
2008 · 
2009 · 
2010 · 
2011 · 
2012 · 
2013 · 
2014 · 
2015 · 
2016 · 
2017 ·
2018 ·
2019 ·
2020 ·
2021 ·
2022 ·
2023 ·
2024
Albanië ·
Algerije ·
Argentinië ·
Armenië ·
Australië ·
Azerbeidzjan ·
België ·
Bosnië en Herzegovina ·
Brazilië ·
Bulgarije ·
Canada ·
Chili ·
China ·
Costa Rica ·
Cyprus ·
DDR ·
Denemarken ·
Duitsland ·
Ecuador ·
Egypte ·
Engeland ·
Estland ·
Faeröer ·
Finland ·
Frankrijk ·
Georgië ·
Ghana ·
Griekenland ·
Haïti ·
Hongarije ·
Ierland ·
IJsland ·
Israël ·
Ivoorkust ·
Japan ·
Joegoslavië ·
Kameroen ·
Kroatië ·
Liechtenstein · 
Litouwen ·
Luxemburg ·
Malta ·
Marokko ·
Mexico ·
Moldavië ·
Montenegro ·
Nederland ·
Nieuw-Zeeland ·
Nigeria ·
Noord-Ierland ·
Noord-Korea ·
Noord-Macedonië ·
Noorwegen ·
Oekraïne ·
Oostenrijk ·
Paraguay ·
Peru ·
Polen ·
Portugal ·
Roemenië ·
Rusland ·
San Marino ·
Saoedi-Arabië ·
Schotland ·
Servië ·
Servië en Montenegro ·
Slovenië ·
Slowakije ·
Sovjet-Unie ·
Spanje ·
Tsjechië ·
Tsjecho-Slowakije ·
Tunesië ·
Turkije ·
Uruguay ·
Venezuela ·
Verenigde Staten ·
Wales ·
Wit-Rusland ·
Zuid-Afrika ·
Zuid-Korea ·
Zweden ·
Zwitserland
Argentinië (1982) · 
Australië (2006) · 
België (2016) · 
België (2021) · 
Brazilië (1970) · 
Brazilië (1982) · 
Brazilië (1994) · 
Costa Rica (2014) · 
Duitsland (2006) · 
Duitsland (2012) · 
Engeland (2012) ·
Engeland (2014) ·
Engeland (2021) ·
Frankrijk (2000) · 
Frankrijk (2006) · 
Frankrijk (2008) · 
Ghana (2006) · 
Hongarije (1938) · 
Ierland (2012) · 
Joegoslavië (1968) · 
Kameroen (1982) · 
Kroatië (2012) · 
Nederland (2008) · 
Nieuw-Zeeland (2010) · 
Oekraïne (2006) · 
Oostenrijk (2021) · 
Paraguay (2010) · 
Peru (1982) · 
Polen (1982, 1) · 
Polen (1982, 2) · 
Roemenië (2008) · 
Spanje (2008) ·
Spanje (2012, 1) ·
Spanje (2012, 2) ·
Spanje (2016) ·
Spanje (2021) ·
Tsjechië (2006) · 
Turkije (2021) · 
Uruguay (2014) · 
Verenigde Staten (2006) · 
Wales (2021) · 
West-Duitsland (1982) · 
Zweden (2016) · 
Zwitserland (2021)
AFC-zone: Afghanistan · Australië · Bahrein · Bangladesh · Bhutan · Brunei · Cambodja · China · Chinees Taipei · Filipijnen · Guam · Hongkong · India · Indonesië · Iran · Irak · Japan · Jemen · Jordanië · Koeweit · Kirgizië · Laos · Libanon · Macau · Maleisië · Maldiven · Mongolië · Myanmar · Nepal · Noord-Korea · Oezbekistan · Oman · Oost-Timor · Pakistan · Palestina · Qatar · Saoedi-Arabië · Singapore · Sri Lanka · Syrië · Tadjikistan · Thailand · Turkmenistan · Verenigde Arabische Emiraten · Vietnam · Zuid-Korea

CAF-zone: Algerije · Angola · Benin · Botswana · Burkina Faso · Burundi · Centraal-Afrikaanse Republiek · Comoren · Congo-Brazzaville · Congo-Kinshasa · Djibouti · Egypte · Equatoriaal-Guinea · Eritrea · Ethiopië · Gabon · Gambia · Ghana · Guinee · Guinee-Bissau · Ivoorkust · Kaapverdië · Kameroen · Kenia · Lesotho · Liberia · Libië · Madagaskar · Malawi · Mali · Mauritanië · Mauritius · Marokko · Mozambique · Namibië · Niger · Nigeria · Oeganda · Rwanda · Sao Tomé en Principe · Senegal · Seychellen · Sierra Leone · Soedan · Somalië · Swaziland · Tanzania · Togo · Tsjaad · Tunesië · Zambia · Zimbabwe · Zuid-Afrika · Zuid-Soedan 

CONCACAF-zone: Amerikaanse Maagdeneilanden · Anguilla · Antigua en Barbuda · Aruba · Bahama's · Barbados · Belize · Bermuda · Britse Maagdeneilanden · Canada · Kaaimaneilanden · Costa Rica · Cuba · Curaçao · Dominica · Dominicaanse Republiek · El Salvador · Frans Guyana · Grenada · Guadeloupe · Guatemala · Guyana · Haïti · Honduras · Jamaica · Martinique · Mexico · Montserrat · 
Nicaragua · Panama · Puerto Rico · Saint Kitts en Nevis · Saint Lucia · Saint Vincent en de Grenadines · Sint Maarten · Suriname · Trinidad en Tobago · Turks- en Caicoseilanden · Verenigde Staten

CONMEBOL-zone: Argentinië · Bolivia · Brazilië · Chili · Colombia · Ecuador · Paraguay · Peru · Uruguay · Venezuela

OFC-zone: Amerikaans-Samoa · Cookeilanden · Fiji · Nieuw-Caledonië · Nieuw-Zeeland · Papoea-Nieuw-Guinea · Samoa · Salomoneilanden · Tahiti · Tonga · Vanuatu

UEFA-zone: Albanië · Andorra · Armenië · Azerbeidzjan · België · Bosnië en Herzegovina · Bulgarije · Cyprus · Denemarken · Duitsland · Engeland · Estland · Faeröer · Finland · Frankrijk · Georgië · Gibraltar · Griekenland · Hongarije · IJsland · Ierland · Israël · Italië · Kazachstan · Kosovo · Kroatië · Letland · Liechtenstein · Litouwen · Luxemburg · Macedonië · Malta · Moldavië · Montenegro · Nederland · Noord-Ierland · Noorwegen · Oekraïne · Oostenrijk · Polen · Portugal · Roemenië · Rusland · San Marino · Schotland · Servië · Slovenië · Slowakije · Spanje · Tsjechië · Turkije · Wales · Wit-Rusland · Zweden · Zwitserland